# Aeródromo de El Castaño

i8
i11
i13
Aeródromo de El Castaño ist ein Flugplatz im Gemeindegebiet Luciana in der spanischen Provinz Ciudad Real in der Autonomen Gemeinschaft Kastilien-La Mancha.
Der Flugplatz liegt rund acht Kilometer nordwestlich der Stadt Luciana entfernt in unmittelbarer Nähe zur N-430 (Carretera Nacional). Der Aeródromo ist für die zivile Luftfahrt unter VFR-Bedingungen zugelassen und wird vom Unternehmen Agropecuaria El Castaño S.A. betrieben. Eigentümer des Flugplatzes auf der Finca El Castaño ist die Familie Botin.

## Ausbau
Ende Dezember 2013 wurde vom Ministerio de Agricultura, Alimentación y Medio Ambiente dem Antrag des Eigentümers (Declaración de Impacto Ambiental (DIA)) stattgegeben und der Pistenverlängerung zugestimmt, die bisherige Bahn mit 930 Meter Länge und 20 Meter Breite wird in Kürze auf 1500 Meter verlängert und auf 30 Meter verbreitert. Die Genehmigung wurde im Boletín Oficial del Estado (BOE) veröffentlicht.